# Monophylla terminata
Monophylla terminata là một loài bọ cánh cứng trong họ Cleridae. Loài này được Say miêu tả khoa học năm 1835.